# Жамбильський сільський округ (Жамбильський район, Північноказахстанська область)
Жамби́льський сільський округ (каз. Жамбыл ауылдық округі, рос. Жамбылский сельский округ) — адміністративна одиниця у складі Жамбильського району Північноказахстанської області Казахстану. Адміністративний центр — село Жамбил.
Населення — 517 осіб (2021; 1317 у 2009, 2244 у 1999, 3150 у 1989).
Станом на 1989 рік існували Джамбульська сільська рада (села Амангельди, Джамбул, Караагаш) та Суаткольська сільська рада (села Єсперли, Суатколь) колишнього Джамбульського району. Села Амангельди та Суатколь було ліквідовано 2024 року.

## Склад
До складу округу входять такі населені пункти:
| Населений пункт  | Старі назви | Населення, осіб (1989) | Населення, осіб (1999) | Населення, осіб (2009) | Населення, осіб (2021) |
| ---------------- | ----------- | ---------------------- | ---------------------- | ---------------------- | ---------------------- |
| Амангельди, село | -           | 473                    | 359                    | 198                    | 15                     |
| Жамбил, село     | Джамбул     | 1361                   | 762                    | 478                    | 323                    |
| Єсперлі, село    | Єсперли     | 373                    | 451                    | 323                    | 121                    |
| Караагаш, село   | -           | 116                    | 104                    | 72                     | 48                     |
| Суатколь, село   | -           | 827                    | 568                    | 246                    | 10                     |